# Andris Piebalgs

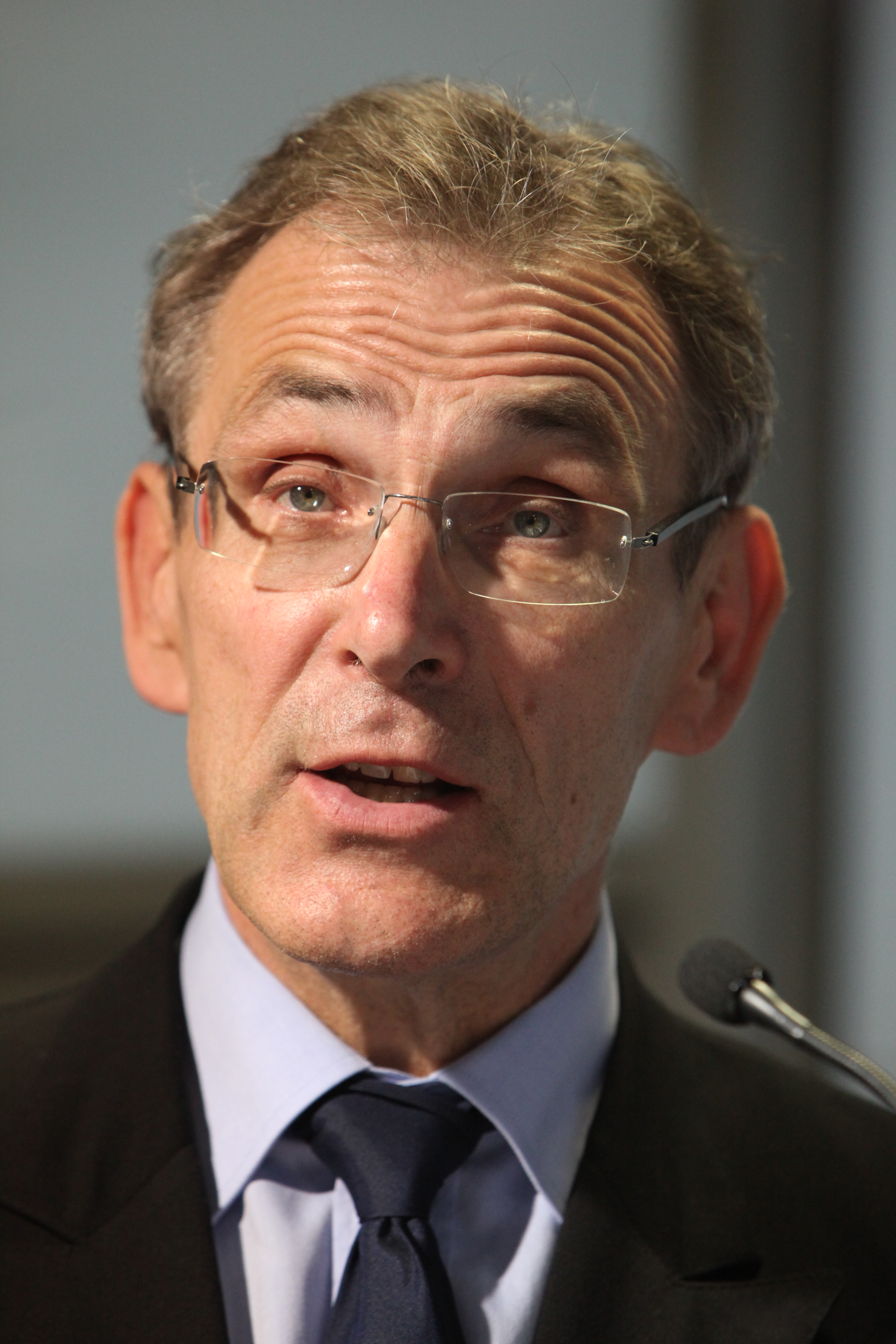
Andris Piebalgs (2012)

Andris Piebalgs [ˈandrɪs ˈpiːɛbalgz] (* 17. September 1957 in Valmiera) ist ein lettischer Diplomat, Politiker und ehemaliger EU-Kommissar. 

## Karriere in Lettland
Andris Piebalgs studierte an der Universität von Lettland in Riga Physik und war in den 1980ern Lehrer für Mathematik und Physik in Valmiera.
Er war in der Lettischen Volksfront aktiv und 1993 ein Mitbegründer der liberal-konservativen Partei „Lettlands Weg“ (Latvijas Ceļš). Von 1990 bis 1993 war er Bildungsminister, von 1993 bis 1994 Parlamentsabgeordneter und von 1994 bis 1995 Finanzminister. Von 1995 bis 1997 war er lettischer Botschafter in Estland.

## Karriere in der EU
Piebalgs war von 1998 bis 2003 Botschafter Lettlands bei der Europäischen Union in Brüssel. Er war führender Unterhändler für die Beitrittsverhandlungen Lettlands zur EU.
2004 arbeitete er als Brüsseler Bürochef der lettischen EU-Kommissarin Sandra Kalniete. Anfang November wurde er von der lettischen Regierung anstelle der im EU-Parlament umstrittenen designierten EU-Kommissarin Ingrīda Ūdre zum neuen Vertreter Lettlands in die Kommission Barroso I entsandt. Er bekam den Posten des Energiekommissares, der eigentlich dem Ungarn László Kovács gehören sollte, dieser wurde Kommissar für Steuern und Zollunion. Der Folgekommission Barroso II gehörte er als Kommissar für Entwicklung an.

## Sonstiges
Neben seiner lettischen Muttersprache spricht Piebalgs fließend Deutsch, Russisch, Französisch und Englisch. Des Weiteren hat er Grundkenntnisse in Estnisch. Er ist verheiratet und Vater dreier Kinder.